# Suchom
Suchom – to mała wieś znajdująca się w województwie kujawsko-pomorskim, w powiecie tucholskim, w gminie Cekcyn. Nazwa tej miejscowości pochodzi od pobliskiego jeziora. W ostatnich latach rozwinęła się tu agroturystyka. W Suchomiu znajduje się też stadnina koni.
W latach 1975–1998 miejscowość należała administracyjnie do województwa bydgoskiego.